# 高雄市中區資源回收廠
高雄市中區資源回收廠為一座位在臺灣高雄市三民區的垃圾焚化廠，也是高雄地區第一座垃圾焚化廠，目前由高雄市政府環境保護局進行廠區管理及營運之事宜。

## 沿革
高雄市中區資源回收廠最早由於垃圾掩埋場用地日益難尋，並且考量高雄市唯一的西青埔垃圾掩埋場需配合高雄都會公園的建設而停止使用，加上高雄市當時日漸成長的人口及垃圾量，因而開始計畫擬定興建新型現代化垃圾資源回收廠的計畫。
經高雄市各營政單位多方面協調及中央政府行政支援後，先後考量原高雄縣深水山市有地、鳥松鄉十九灣山谷地、阿蓮鄉內山谷地及中華民國海軍桃仔園基地山凹地等多個候選地點可興建大型垃圾掩埋場。然而興建計劃因當地民意反彈，以及部分候選地點涉及軍事用途，最終計劃告吹。
為使垃圾處理能夠有效解決，高雄市政府仿效歐美及日本等先進國家之垃圾焚化處理方式，研擬興建三座資源回收廠，共分為北（援中港）、中（覆鼎金）、南（臨海工業區）三座，並經由高雄市議會第三屆第五次大會決議通過資源回收廠之興建計畫。 
而中區資源回收廠（覆鼎金）一案在1982年12月通過資源回收廠的用地變更案，1987年7月，中華顧問工程司完成高雄市政府委託之《覆鼎金焚化廠址技術可行性評估》。1988年8月，資源回收廠之興建案送交行政院環境保護署環評委員會審查，並在會後決議通過環境影響評估。
1993年1月，行政院同意高雄市政府興建中區資源回收廠之《高雄市資源回收廠興建計畫書》，同年5月26日，高雄市政府正式與中華顧問工程司簽約負責廠區的統包工程規劃設計監造工作。
1995年4月22日，廠區統包興建工程委託中央信託局對外公開招標。8月31日，統包工程決標，由東帝士關係企業東雲股份有限公司及德國D.B.A.公司技術合作，並以新臺幣32.8億元得標。
1994年9月1日，中區資源回收廠統包工程正式動工興建，興建工時歷時4年於1999年2月12日完工。
1998年4月29日，一號爐進行烘爐點火。6月19日由高雄市三民區清潔隊載運垃圾進廠。6月24日舉行垃圾試燒程序，並進行各項設備測試及調整作業。
1999年4月30日，廠區全體核定完工。同年5月18日至5月31日進行工程初驗，7月1日至11日進行初驗改善之第一次複驗。7月17日進行初驗改善之第二次的複驗，並核定初驗合格。7月26日至8月2日進行正式進行回收廠之工程正驗，於8月31日至9月1日進行正驗改善之複驗。9月1日完成廠區設備驗收，正式由高雄市環保局接管操作開始營運。同年9月28日，獲得通用驗證認證，取得ISO 14001環境管理系統證書。
2001年7月31日，廠區回饋設施游泳館完工啟用。
目前，由於垃圾量減少，從原先每日900噸降為每日約600噸的垃圾燃燒量，因此目前焚化廠方面平時維持兩爐運轉燃燒、一爐停機的狀態，然而在2015年10月，為配合南區資源回收廠歲修，因此轉將垃圾移至中區資源回收廠進行焚化處理，也使得廠區三爐全開長達2個月的時間，於該月20日，2號爐疑因抽風機故障而引發火災，2號爐緊急停爐後，後續消防人員即刻前往將火勢於半小時內撲滅，該事件並無人受傷。2號爐緊急停爐。
而長年燃燒垃圾也使得居住於當地的民眾抱怨空氣污染，並爭取焚化廠能夠轉型為環保博物館，帶動地方觀光發展，而每年更能夠省下焚化廠周圍42個里共新臺幣3,400萬元的回饋金，然而，環保局表示，中區資源回收廠每年的發電收入達新臺幣7,000萬元，雖曾有轉型為生質能源中心的計畫提出，但估計改建費用將耗資新臺幣上億元，經評估不符經濟效益而作罷。爾後環保局改為規劃關廠後轉型為環保博物館，卻因為國際油價上漲，如果中區資源回收廠除役關廠，將導致垃圾車轉運路程變長，油料費用將暴增，無法負擔之地步，此外，垃圾車也會因交通因素，準點率將大受影響，影響服務品質，其他三廠之焚化爐如突發故障狀況，也將難以支援因應，因此評估後諸多因素下認為不符經濟效益，而繼續營運。

## 組織架構

### 本廠
- 廠長
- 副廠長
- 秘書
- 技正(廠務)

### 內部單位
- 維修組職掌：負責公害防治規劃、灰燼處理及機具器械保養維護等事項。
- 操作組職掌：負責垃圾焚化之運轉操作、污染防治及鍋爐、發電、儀錶、電氣等設備之管理事項。
- 總務室職掌：依法辦理文書、印信典守、財產管理、研考業務、庶務、出納及其他不屬各組室事項。
- 勞工衛生安全室職掌：勞工安全衛生管理事項及消防、緊急應變、災害防救等事項之規劃、督導、檢查。
- 會計室職掌：依法辦理歲入、歲出預算之編製、會計審核、開立收、支傳票，歲入、歲出會計決算、採購招標之監標、監驗及統計業務。
- 人事室職掌：依法辦理組織編制、工作簡化、人力規劃、任免、調遷、考核(績)、訓練、進修、退撫等事宜。
- 政風室職掌：依法辦理政風事項

## 諸元
- 焚化爐數：3座[2]
- 廠區面積：總面積約4.5公頃[2]
- 焚化爐型：D.B.A.公司製 MARTIN 混燒式機械爐床[2]
- 燃燒熱值：
- 儲坑容量：6500噸[4]
- 設計處理量：900噸/天[2]
- 回饋設施：桌球室、交誼廳、閱覽室、藝文教室、韻律操教室及室內游泳館[2]。

## 資料來源
1. 1 2 3 4  . 環保局幻境資源資料庫.   [2015-12-26]. （原始内容存档于2016-03-04） （中文（臺灣））.
2. 1 2 3 4 5 6 7 8 9 10 11 12 13 14  . 高雄市中區資源回收廠 官方網站.   [2015-12-26]. （原始内容存档于2016-03-06） （中文（臺灣））.
3. 1 2 3 4 5 6 7 8 9  . 行政院環境保護署.   [2015-12-26]. （原始内容存档于2016-07-27） （中文（臺灣））.
4. 1 2  林宏聰. . 中國時報. 2015-10-21  [2015-12-26]. （原始内容存档于2015-12-27） （中文（臺灣））.
5. ↑  陳文嬋. . 自由時報. 2013-09-10  [2015-12-26]. （原始内容存档于2016-03-04） （中文（臺灣））.

## 外部連結
- 高雄市政府環境保護局中區資源回收廠 （页面存档备份，存于）（繁體中文）（英文）